# Sopot
Sopot ([ˈsɔpɔt] ⓘ, tiếng Kashubia: Sopòt; tiếng Đức: Zoppot) là một thành phố nghỉ dưỡng ven biển ở đông Pomorskie, miền bắc Ba Lan, có dân số chừng 40.000 người.
Sopot là một thành phố, đồng thời mang danh nghĩa powiat (huyện). Cho tới năm 1999, Sopot thuộc tỉnh Gdańsk cũ. Nó nằm giữa hai thành phố lớn hơn là Gdańsk (về phía đông nam) và Gdynia (về phía tây bắc). Ba thành phố này là một phần vùng đô thị Tri-City.
Sopot là một địa điểm nghỉ dưỡng-chăm sóc sức khỏe nổi tiếng trong nước. Thành phố còn có cầu tàu gỗ dài nhất châu Âu, dài 515,5 m, chĩa ra vịnh Gdańsk. Thêm nữa, Sopot International Song Festival là cuộc thi hát quy mô thứ nhì châu Âu chỉ sau Eurovision Song Contest.

## Địa danh
Tên thành phố có vẻ bắt nguồn từ một từ gốc Slav nghĩa là "suối", "nguồn/mạch nước".
Cái tên này xuất hiện đầu tiên dưới dạng Sopoth năm 1283, rồi thành Sopot năm 1291. Tên tiếng Đức Zoppot là tên Đức hóa từ Sopot. "Sopot" trở thành tên chính thức khi thành phố về tay Ba Lan năm 1945.

## Dân số
| Năm  | Dân số |
| 1995 | 43 576 |
| 2000 | 42 348 |
| 2005 | 40 075 |
| 2006 | 39 624 |
| 2007 | 39 154 |
| 2008 | 38 821 |
| 2009 | 38 460 |
| 2010 | 38 858 |
| 2011 | 38 584 |
| 2012 | 38 217 |
| 2013 | 37 903 |
| 2014 | 37 654 |